# Назир ад-Дин Халиф
Назир ад-Дин Халиф или Назир ад-Дин, Атак Джанги сын Шамгына (тат. Нәзир әд-Дин Хәлиф, Näzir äd-Din, ﻧﻪﺯﻳﺭ ﺋﻪﺩ-ﺩﻳن) (1180—1225) — правитель Волжской Булгарии.
Найдены булгарские дирхамы с именем халифа Назир ад-Дина. В русских рукописях Назир ад-Дин именовался царем-Отяком. В других источниках его называют сыном Атак Джанги, сын Шамгына.

## Баранья битва
В 1223 году военачальники Чингисхана — Субэдэй и Джэбэ разгромили армию русских и половецких князей. Осенью 1223 года монгольское войско двинулось на Волжскую Булгарию. Булгары, под предводительством Назира ад-Дина и его сына Мустансира (Габдуллы Чельбира), подготовили специальные укрепления у Жигулевских гор, полностью окружили монголов и захватили в плен большую часть монгольских воинов. Субэдэй и Джэбэ заплатили за освобождение своих пленных воинов баранами (один солдат — один баран). Униженные монголы поклялись отомстить булгарам, поэтому хан Батый организовал в 1236 году первое крупное нападение на Волжскую Булгарию.